# Diplazon orientalis
Diplazon orientalis là một loài tò vò trong họ Ichneumonidae.